# Невьянск (станция)
Невья́нск— станция Свердловской железной дороги, находится на линии Нижний Тагил — Екатеринбург. Железнодорожный вокзал города Невьянска. Входит в Нижнетагильский центр организации работы железнодорожных станций ДЦС-4 Свердловской дирекции управления движением. По характеру работы является грузовой, по объёму работы отнесена к 3 классу.

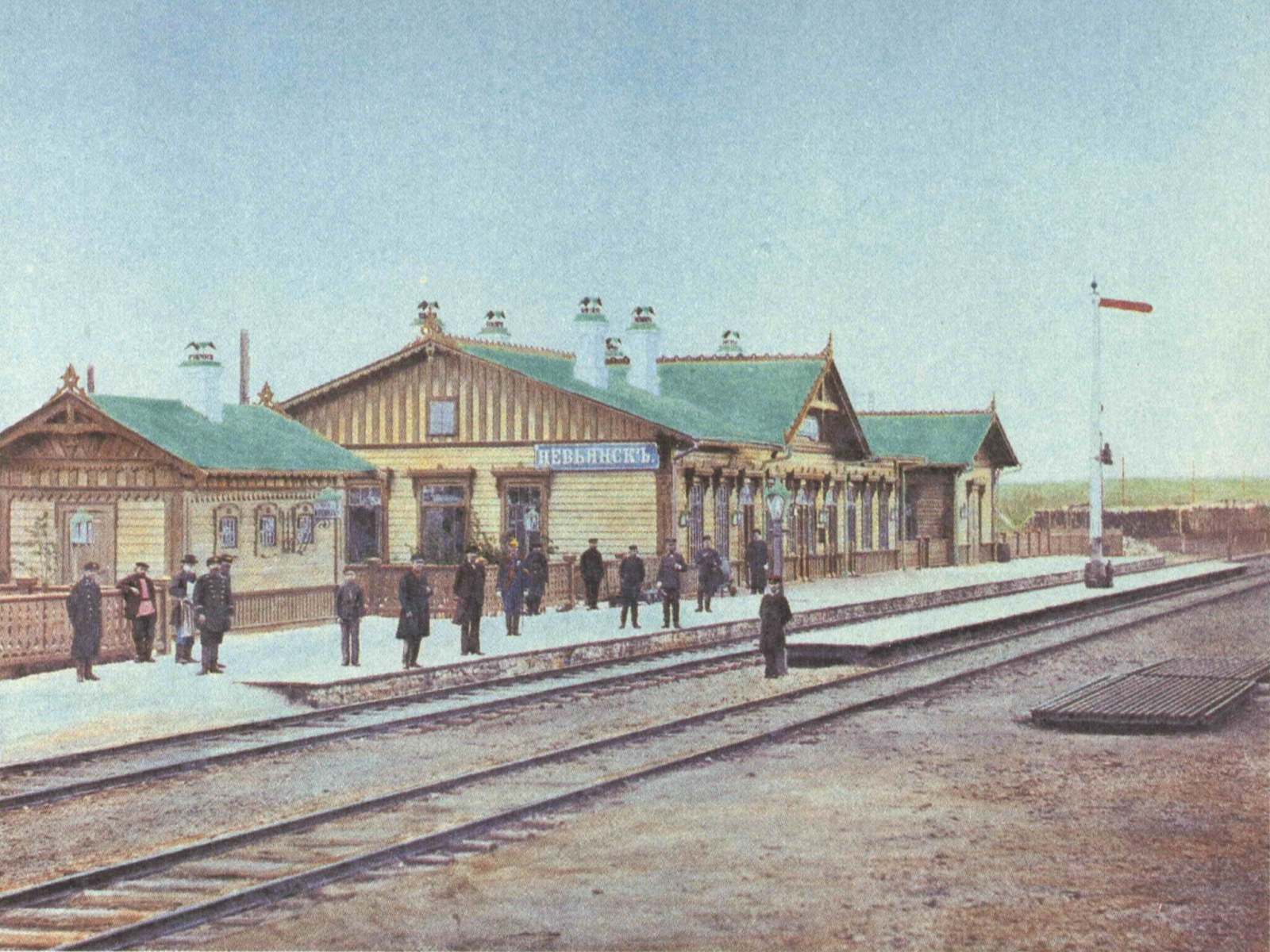
Вокзал Невьянска в 1900 году

Станция сооружена в 1878 году при открытии бывшей Уральской Горнозаводской железной дороги, электрификация проведена в 1935 г. Имеются две низкие пассажирские платформы — одна боковая у 4-го станционного пути, одна островная – между I (главным) и 3 станционными путями. Переход между платформами, выход к вокзалу и на привокзальную площадь – по переходному мосту. Имеется непосредственный проход с моста на галерею 2-го этажа вокзала.
Двухэтажное здание вокзала, открытое в 1994 году, совмещено с автостанцией Невьянска. Существовавшее с момента постройки железной дороги старое деревянное здание вокзала располагалось с противоположной стороны станции, у 4-го пути, и было снесено вскорости после открытия нового вокзала.
Из исторических сооружений имеется сохранившаяся с момента постройки станции водонапорная башня, находящаяся у 4-го пути и тупика ПЧ-17.
К станции примыкают подъездные пути:
- в нечётной горловине: с запада — путь ЗАО «Невьянский цементник», с востока — путь ООО «Невьянск-хлебопродукт»;
- в чётной горловине: с запада — путь тяговой подстанции ЭЧ-7, с востока — путь Невьянской нефтебазы ОАО «Газпромнефть-Урал», артели старателей «Нейва» и др.

На станции останавливаются все дальние и местные пассажирские поезда, а также электропоезда (в том числе поезда «Ласточка»/«Финист»), курсирующие на участке Екатеринбург — Нижний Тагил. В отдельное время курсируют маршруты до станций Керамик, Камышлов, Каменск-Уральский, Качканар и Серов, а также ост. пункта Аэропорт Кольцово.
В отдельные годы станция также являлась конечной для части электропоездов, следовавших из Екатеринбурга (не более 1 пары) и Нижнего Тагила (2-3 пары).

## Дальнее сообщение
Через станцию курсируют поезда дальнего следования:
| Круглогодичное обращение поездов | Круглогодичное обращение поездов | Круглогодичное обращение поездов | Круглогодичное обращение поездов |
| № поезда                         | Маршрут движения                 | № поезда                         | Маршрут движения                 |
| -------------------------------- | -------------------------------- | -------------------------------- | -------------------------------- |
| 11 «Ямал»                        | Новый Уренгой — Москва           | 12 «Ямал»                        | Москва — Новый Уренгой           |
| 337                              | Екатеринбург — Приобье           | 338                              | Приобье — Екатеринбург           |
| 351                              | Уфа — Приобье                    | 352                              | Приобье — Уфа                    |
| 603                              | Екатеринбург — Соликамск         | 604                              | Соликамск — Екатеринбург         |

| Сезонное обращение поездов | Сезонное обращение поездов | Сезонное обращение поездов | Сезонное обращение поездов |
| № поезда                   | Маршрут движения           | № поезда                   | Маршрут движения           |
| -------------------------- | -------------------------- | -------------------------- | -------------------------- |
| 521                        | Новороссийск — Приобье     | 522                        | Приобье — Новороссийск     |